# José Antonio Cecchini
José Antonio Cecchini Estrada (ur. 8 października 1955 w Oviedo) – hiszpański judoka. Olimpijczyk z Moskwy 1980, gdzie zajął trzynaste miejsce w wadze średniej.
Piąty na mistrzostwach świata w 1979. Mistrz świata w sambo w 1975, 1979 i 1981 roku.

## Letnie Igrzyska Olimpijskie 1980
| Konkurencja | Eliminacje             | Eliminacje            | Klas. końcowa |
| Konkurencja | Przeciwnik I           | Przeciwnik II         | Miejsce       |
| ----------- | ---------------------- | --------------------- | ------------- |
| 86 kg       | Michel Sanchis (FRA) Z | Slavko Obadov (YUG) P | 13.           |